# Riparo
Riparo è un film del 2007 diretto da Marco S. Puccioni.

## Trama
Superata l'iniziale diffidenza reciproca, Anna, Mara e Anis riescono a trovare un equilibrio, ma le differenze culturali che li dividono e l'improvviso innamoramento del ragazzo per Mara causeranno una rottura. Maria de Medeiros e Antonia Liskova hanno recitato in italiano.

## Distribuzione
Il film è uscito nelle sale italiane il 18 gennaio 2008. Il film ha avuto il suo debutto al Festival di Berlino 2007 e successivamente è stato invitato in numerosi festival internazionali.

## Riconoscimenti
- 2008 - David di Donatello
  - Candidatura Migliore attrice protagonista ad Antonia Liskova
- 2008 - Nastro d'argento
  - Nastro d'argento europeo ad Antonia Liskova
- 2008 - Globi d'oro
  - Miglior attrice rivelazione ad Antonia Liskova
  - Miglior attrice europea a Maria de Medeiros
  - Candidatura Miglior attrice ad Antonia Liskova